# Tüpraş
TÜPRAŞ ou Türkiye Petrol Rafinerileri A.S. est la compagnie pétrolière nationale et la plus grande entreprise industrielle de Turquie. Ses activités sont réparties entre le transport par tanker, le raffinage, la pétrochimie, le stockage et la commercialisation de produits pétroliers. Tüpras dispose de 75% des capacités de raffinage en Turquie et 57 % des capacités de stockage des produits pétroliers.

## Histoire
En 1983, l'ensemble des capacités de raffinage turques sont regroupées dans la Tüpraş, sous contrôle de l'État. Des premières privatisations ont commencé en 1991 et se sont finies en 2005, pour aboutir à la répartition suivante : 
- 77 % - Koç Holding
- 20 % - Aygaz A.S.
- 3 % - OPET Petrolcülük A.S.

Ces 3 entités disposent de 51% des droits de votes en tant que Enerji Yatırımları A.Ş. Les 49% restant sont flottant au sein de Borsa İstanbul.

## Raffineries
La compagnie dispose de 4 raffineries. Elles sont toutes situées en Turquie.
| Caractéristiques                          | Raffinerie de Batman | Raffinerie de Izmir | Raffinerie de Izmit | Raffinerie de Kırıkkale |
| ----------------------------------------- | -------------------- | ------------------- | ------------------- | ----------------------- |
| Mise en service                           | 1955                 | 1972                | 1961                | 1986                    |
| Capacité de raffinage (million tonnes/an) | 1.4                  | 11.3                | 11.9                | 5.4                     |
| Ventes (million tonnes)                   | 0.746                | 6.0                 | 13.4                | 4.0                     |
| Capacité de stockage (million tonnes)     | 0.299                | 2.5                 | 3.0                 | 5.4                     |
| Personnel                                 | 468                  | 1,448               | 2,046               | 948                     |
| Indice de complexité Nelson               | 1.83                 | 7.66                | 14.5                | 6.32                    |

## Filiales
- Ditaş - Armateur pétrolier  - filiale à 79.98%
- Körfez Ulaştırma - Société de chemin de fer (transport carburant) - filiale à 100%
- Opet - Stations services & stockage - filiale à 40%
- Tüpraş trading - Trading - filiale à 100%